# Rusłan Żyganszyn
Rusłan Nailjewicz Żyganszyn, ros. Руслан Наильевич Жиганшин (ur. 25 września 1992 w Moskwie) – rosyjski łyżwiarz figurowy, startujący w parach tanecznych. Uczestnik igrzysk olimpijskich (2014), mistrz świata juniorów (2012) oraz medalista mistrzostw Rosji. Zakończył karierę amatorską 18 maja 2017 roku.

## Osiągnięcia

### Z Jeleną Ilinych
| Zawody                  | 14–15          | 15–16          | 16–17          |                |                |                |                |                |                |                |                |                |                |                |                |                |                |
| Międzynarodowe          | Międzynarodowe | Międzynarodowe | Międzynarodowe | Międzynarodowe | Międzynarodowe | Międzynarodowe | Międzynarodowe | Międzynarodowe | Międzynarodowe | Międzynarodowe | Międzynarodowe | Międzynarodowe | Międzynarodowe | Międzynarodowe | Międzynarodowe | Międzynarodowe | Międzynarodowe |
| ----------------------- | -------------- | -------------- | -------------- | -------------- | -------------- | -------------- | -------------- | -------------- | -------------- | -------------- | -------------- | -------------- | -------------- | -------------- | -------------- | -------------- | -------------- |
| Mistrzostwa świata      | 7              |                |                |                |                |                |                |                |                |                |                |                |                |                |                |                |                |
| Mistrzostwa Europy      | 4              |                |                |                |                |                |                |                |                |                |                |                |                |                |                |                |                |
| GP Finał Grand Prix     | 6              |                |                |                |                |                |                |                |                |                |                |                |                |                |                |                |                |
| GP Cup of China         | 4              | 3              |                |                |                |                |                |                |                |                |                |                |                |                |                |                |                |
| GP Rostelecom Cup       | 2              | 5              |                |                |                |                |                |                |                |                |                |                |                |                |                |                |                |
| GP Skate America        |                |                | 5              |                |                |                |                |                |                |                |                |                |                |                |                |                |                |
| GP Trophée Eric Bompard |                |                | 4              |                |                |                |                |                |                |                |                |                |                |                |                |                |                |
| CS Tallinn Trophy       |                |                | 1              |                |                |                |                |                |                |                |                |                |                |                |                |                |                |
| CS Mordovian Ornament   |                | 1              |                |                |                |                |                |                |                |                |                |                |                |                |                |                |                |
| Krajowe                 |                |                |                |                |                |                |                |                |                |                |                |                |                |                |                |                |                |
| Mistrzostwa Rosji       | 1              | 4              | 4              |                |                |                |                |                |                |                |                |                |                |                |                |                |                |
| Zawody drużynowe        |                |                |                |                |                |                |                |                |                |                |                |                |                |                |                |                |                |
| World Team Trophy       | 2 T 4 P        |                |                |                |                |                |                |                |                |                |                |                |                |                |                |                |                |

### Z Wiktoriją Sinicyną

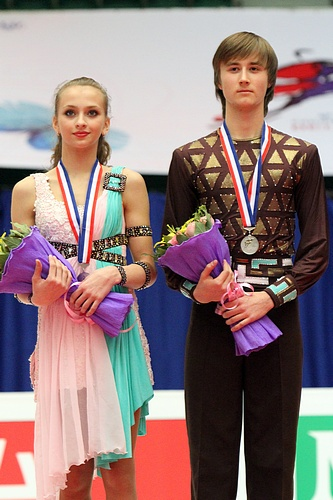
Sinicyna i Żyganszyn na podium finału Junior Grand Prix 2010

| Zawody                                | 07–08          | 08–09          | 09–10          | 10–11          | 11–12          | 12–13          | 13–14          |                |                |                |                |                |                |                |                |                |                |
| Międzynarodowe                        | Międzynarodowe | Międzynarodowe | Międzynarodowe | Międzynarodowe | Międzynarodowe | Międzynarodowe | Międzynarodowe | Międzynarodowe | Międzynarodowe | Międzynarodowe | Międzynarodowe | Międzynarodowe | Międzynarodowe | Międzynarodowe | Międzynarodowe | Międzynarodowe | Międzynarodowe |
| ------------------------------------- | -------------- | -------------- | -------------- | -------------- | -------------- | -------------- | -------------- | -------------- | -------------- | -------------- | -------------- | -------------- | -------------- | -------------- | -------------- | -------------- | -------------- |
| Igrzyska olimpijskie                  |                |                |                |                |                |                | 16             |                |                |                |                |                |                |                |                |                |                |
| Mistrzostwa świata                    |                |                |                |                |                |                | 7              |                |                |                |                |                |                |                |                |                |                |
| Mistrzostwa Europy                    |                |                |                |                |                |                | 4              |                |                |                |                |                |                |                |                |                |                |
| GP Cup of China                       |                |                |                |                |                | 6              |                |                |                |                |                |                |                |                |                |                |                |
| GP NHK Trophy                         |                |                |                |                |                |                | 8              |                |                |                |                |                |                |                |                |                |                |
| GP Rostelecom Cup                     |                |                |                |                |                | 3              |                |                |                |                |                |                |                |                |                |                |                |
| Minsk-Arena Ice Star                  |                |                |                |                |                |                | 2              |                |                |                |                |                |                |                |                |                |                |
| Volvo Open Cup                        |                |                |                |                |                | 1              |                |                |                |                |                |                |                |                |                |                |                |
| Zimowa Uniwersjada                    |                |                |                |                |                |                | 3              |                |                |                |                |                |                |                |                |                |                |
| Międzynarodowe: Kategorie młodzieżowe |                |                |                |                |                |                |                |                |                |                |                |                |                |                |                |                |                |
| Mistrzostwa świata juniorów           |                |                |                |                | 1              |                |                |                |                |                |                |                |                |                |                |                |                |
| JGP Finał                             |                |                |                | 2              | 1              |                |                |                |                |                |                |                |                |                |                |                |                |
| JGP w Austrii                         |                |                |                | 2              | 1              |                |                |                |                |                |                |                |                |                |                |                |                |
| JGP w Chorwacji                       |                |                | 5              |                |                |                |                |                |                |                |                |                |                |                |                |                |                |
| JGP w Polsce                          |                |                |                |                | 1              |                |                |                |                |                |                |                |                |                |                |                |                |
| JGP w USA                             |                |                | 5              |                |                |                |                |                |                |                |                |                |                |                |                |                |                |
| JGP w Wielkiej Brytanii               |                |                |                | 2              |                |                |                |                |                |                |                |                |                |                |                |                |                |
| JGP we Włoszech                       |                | 6              |                |                |                |                |                |                |                |                |                |                |                |                |                |                |                |
| NRW Trophy                            |                | 2 J            |                |                |                |                |                |                |                |                |                |                |                |                |                |                |                |
| Krajowe                               |                |                |                |                |                |                |                |                |                |                |                |                |                |                |                |                |                |
| Mistrzostwa Rosji                     |                |                |                |                |                | 5              | 3              |                |                |                |                |                |                |                |                |                |                |
| Mistrzostwa Rosji juniorów            | 12 J           | 7 J            | 6 J            | WD             | 1 J            |                |                |                |                |                |                |                |                |                |                |                |                |